# Цебриківська селищна рада
Це́бриківська се́лищна ра́да — орган місцевого самоврядування Цебриківської селищної громади Роздільнянського району Одеської області. Адміністративний центр — смт Цебрикове.
До 5 червня 2018 року також адміністративно-територіальна одиниця Великомихайлівського району.
17 липня 2020 року рада ОТГ була підпорядкована укрупненому Роздільнянському району Одеської області.

## Історія
Утворена у 1964 р. як адміністративно-територіальна одиниця. 16 травня 1964 р. с. Малозименове, Ольгинове, Поліно-Осипенкове, Товмачівка та Цибулівка Петрівської сільради передані в підпорядкування Цебриківської селищної ради.
У 1965 році Цебриківська селищна рада була передана зі складу Роздільнянського району до Великомихайлівського.
Селищній раді Великомихайлівського району до 29 жовтня 2017 року були підпорядковані населені пункти:
- смт Цебрикове
- с. Іринівка
- с. Малоцебрикове
- с. Мардарівка
- с. Новопавлівка
- с. Новороманівка
- с. Оленівка
- с. Ольгинове

В результаті адміністративно-територіальної реформи 29 жовтня 2017 року рада втратила статус адміністративно-територіальної одиниці. Відбулися перші вибори до Цебриківської селищної ради Цебриківської селищної об’єднаної територіальної громади, якій були підпорядковані населенні пункти Цебриківську селищну раду, а також ліквідованих сільських рад Вишневської Великомихайлівського району і Саханської Ширяївського району.

## Склад ради
Рада складається з 20 депутатів та голови.
- Голова ради: Барнасевич Володимир Франкович
- Секретар ради: Тушич Лідія Яківна

### Керівний склад попередніх скликань
| Прізвище, ім'я, по батькові    | Основні відомості                                                              | Дата обрання | Дата звільнення |
| ------------------------------ | ------------------------------------------------------------------------------ | ------------ | --------------- |
| Матрос Тетяна Івнівна          | Селищний голова, 1957 року народження, член Народної партії                    | 26.03.2006   | 31.10.2010      |
| Барнасевич Володимир Франкович | Селищний голова, 1965 року народження, освіта середня спеціальна, безпартійний | 31.10.2010   |                 |

Примітка: таблиця складена за даними сайту Верховної Ради України

### Депутати
За результатами місцевих виборів 2010 року депутатами ради стали:

#### За суб'єктами висування
| Суб'єкт висування | Кількість обраних депутатів | %  |
| ----------------- | --------------------------- | -- |
| Самовисування     | 11                          | 55 |
| Народна партія    | 5                           | 25 |
| Партія регіонів   | 4                           | 20 |

#### За округами
| № округу        | Прізвище, ім'я, по батькові       | Дата визнання обраним | Освіта             | Партійна приналежність | Відомості про обраного депутата                                        |
| --------------- | --------------------------------- | --------------------- | ------------------ | ---------------------- | ---------------------------------------------------------------------- |
| Народна Партія  |                                   |                       |                    |                        |                                                                        |
| 2               | Корченко Володимир Фомич          | 03.11.2010            | середня спеціальна | позапартійний          | тимчасово не працює                                                    |
| 3               | Богач Анатолій Павлович           | 03.11.2010            | середня            | позапартійний          | Великомихайлівський цех електрозв'язку, монтер                         |
| 7               | Цуркан Марина Вікторівна          | 03.11.2010            | середня            | позапартійна           | Цебриківський дитячий садок «Вербичка», вихователь                     |
| 9               | Павловська Віра Анатоліївна       | 03.11.2010            | середня спеціальна | позапартійна           | Цебриківська ветеринарна аптека, продавець                             |
| 15              | Макар Олена Андріївна             | 03.11.2010            | середня            | позапартійна           | Цебриківський професійний аграрний ліцей, майстер виробничого навчання |
| Партія регіонів |                                   |                       |                    |                        |                                                                        |
| 4               | Костик Олена Тодеївна             | 03.11.2010            | вища               | член Партії регіонів   | Цебриківський ПАЛ, викладач                                            |
| 5               | Тихончик Олена Миколаївна         | 03.11.2010            | середня            | позапартійна           | тимчасово не працює                                                    |
| 8               | Тушич Лідія Яківна                | 03.11.2010            | середня спеціальна | позапартійна           | Цебриківська селищна рада, секретар                                    |
| 14              | Зінченко Ганна Мірчівна           | 03.11.2010            | середня            | позапартійна           | дитячий садок «Вербичка», завгосп                                      |
| Самовисування   |                                   |                       |                    |                        |                                                                        |
| 1               | Чернятинський Микола Євгенович    | 03.11.2010            | середня            | позапартійний          | ТОВ «Іринівка ВМ», керуючий тракторної бригади                         |
| 6               | Єрьоменко Сергій Миколайович      | 03.11.2010            | вища               | позапартійний          | приватний підприємець                                                  |
| 10              | Гранат Віктор Миколайович         | 03.11.2010            | середня            | позапартійний          | Цебриківський професійний аграрний ліцей, робітник                     |
| 11              | Даниляк Олена Станіславівна       | 03.11.2010            | середня спеціальна | позапартійна           | Цебриківська загальноосвітня школа І-ІІ ст., бібліотекар               |
| 12              | Алєксандровська Тетяна Борисівна  | 03.11.2010            | вища               | позапартійна           | Цебриківський професійний аграрний ліцей, викладач                     |
| 13              | Абашенко Володимир Вікторович     | 03.11.2010            | вища               | позапартійний          | фермерське господарство «Обрій», керівник                              |
| 16              | Русановський Володимир Васильович | 03.11.2010            | вища               | позапартійний          | Цебриківський професійний аграрний ліцей, механік                      |
| 17              | Міхалецький Василь Юлійович       | 03.11.2010            | середня спеціальна | позапартійний          | тимчасово не працює                                                    |
| 18              | Гашила Леонід Іванович            | 03.11.2010            | середня            | позапартійний          | тимчасово не працює                                                    |
| 19              | Білячат Анатолій Федорович        | 03.11.2010            | середня            | позапартійний          | фермерське господарство «Білячат А. Ф.», керівник                      |
| 20              | Гур'єв Іван Павлович              | 03.11.2010            | середня спеціальна | позапартійний          | приватний підприємець                                                  |